# Visite des malades dans les établissements hospitaliers

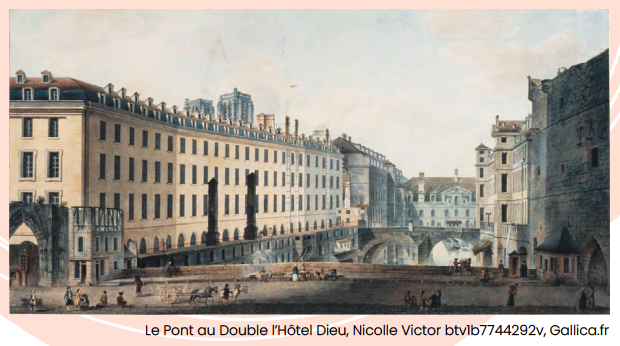

Visite des malades dans les établissements hospitaliers (VMEH) est une Fédération d'associations françaises apolitique et non confessionnelle dont le but est de fournir aux personnes hospitalisées une écoute attentive, un réconfort, une aide.
Riche de près de 400 ans d’histoire, VMEH se caractérise par des évolutions successives qui lui ont permis au fil des siècles de s’adapter à son époque en prenant toujours à cœur le bien-être du malade hospitalisé ou du résident en Ehpad avec le concours des professionnels hospitaliers et du médico-social.

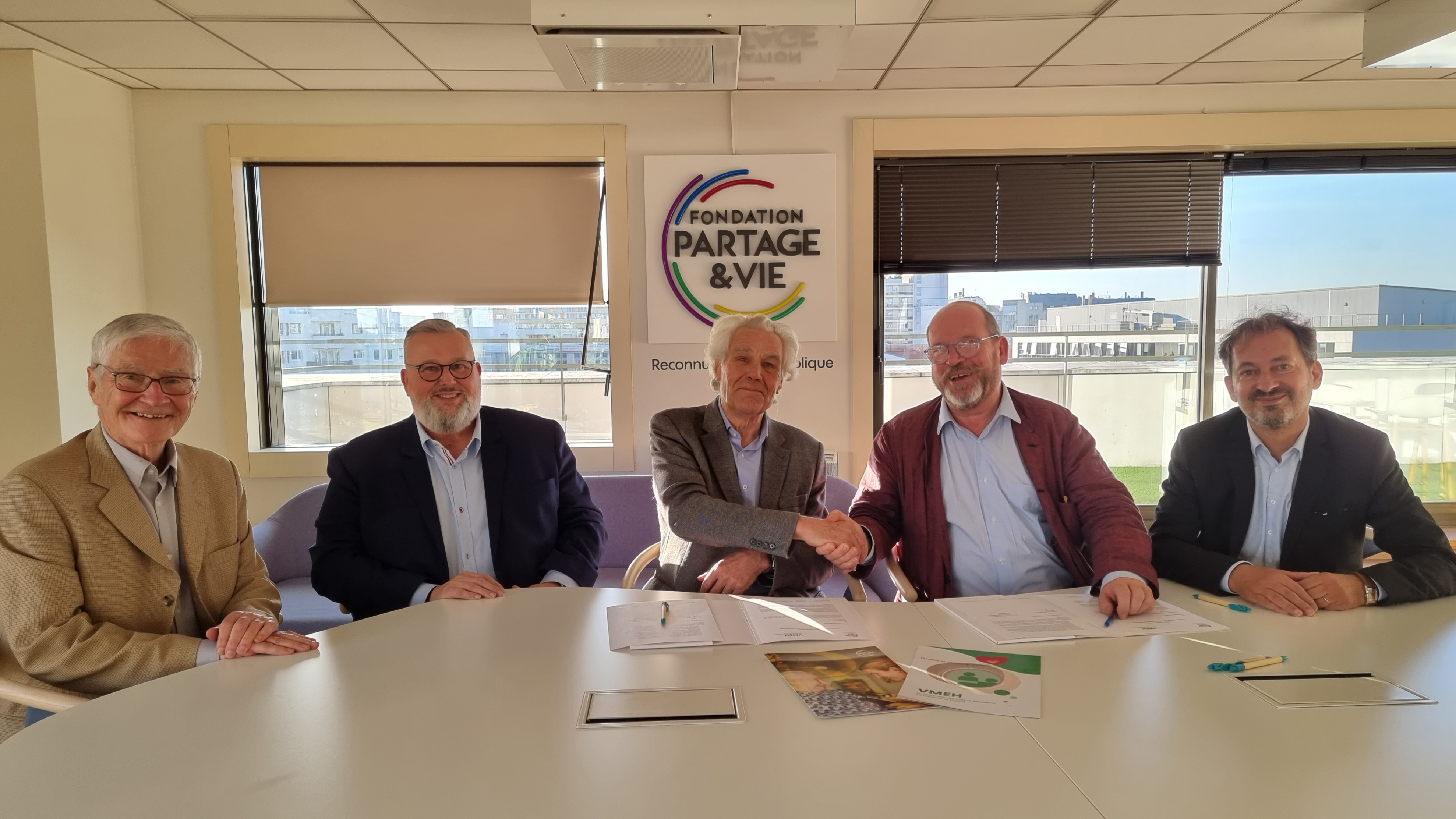
Jean-Pierre Besnard Président VMEH, Frédéric Fauveau Vice-Président VMEH, Hubert Balsan VMEH, Dominique MONNERON, Directeur Général FPV, Bruno Doerler directeur des Opérations FPV

## Historique
L'association est fondée en 1634 à l'Hôtel-Dieu de Paris par Louise de Marillac sous le nom de L’Œuvre de la Visite des Malades dans les Hôpitaux (OVMH). Les bouleversements nationaux qui suivent la Révolution Française vont ensuite interrompre les activités de l'association pendant 10 ans (1791-1801).
Les visites recommencent après que la comtesse Charlotte Hélène de Saisseval, fille du général François de Lastic et ancienne dame de compagnie de Madame Victoire ait repris l'activité. C'est elle qui posera les nouvelles bases de l'OVMH.
En 1933, L'Oeuvre de la Visite des malades dans les Hôpitaux obtient l'agrégation de l'Assistance Publique de Paris et devient une association loi de 1901.
En 1953, L’Œuvre de la Visite des Malades dans les Hôpitaux devient VMEH et s'étend peu à peu à l'ensemble du territoire français.
En 2007, l'association est reconnue d'utilité publique par l'État français.

En 2011, la Fédération Nationale VMEH obtient son premier agrément du ministère de la santé pour représenter les usagers dans les instances hospitalières ou de santé publique (représentants des usagers)

## Organisation
L'association est constituée de plus de 5000 bénévoles répartis sur tout le territoire français, assumant 400.000 de visites dans un millier d'établissements (hôpitaux, maisons de retraite, maisons de convalescence, etc.). La Fédération Nationale des VMEH regroupe l'ensemble des 82 associations départementales pour coordonner les actions sur le territoire et représenter la VMEH au niveau national.

## Les missions des visiteurs
Les malades, principalement ceux qui ne reçoivent pas de visite de leurs proches, bénéficient d'une présence amicale et d'une écoute. Ces visites ne sont possibles que si le malade accepte cette présence étrangère, le visiteur n'étant ni un personnel soignant ni un membre de sa famille.
La mission des visiteurs repose ainsi sur 4 grands principes :
- Apporter par des visites régulières une présence amicale aux patients
- Aider à combattre l'isolement et l'ennui auprès de ceux qui sont privés de leur cadre de vie habituel
- Distraire les patients en proposant des animations.
- Redonner de la confiance et de l'espoir à des patients isolés qui peuvent se sentir en marge de la société